# Energiepolitischer Appell
Der sogenannte Energiepolitischer Appell war eine Lobbyinitiative der deutschen Energiekonzerne zur Laufzeitverlängerung deutscher Kernkraftwerke im August 2010. 40 deutsche Prominente, darunter viele Manager und Politiker erklärten in dem Text, Deutschland könne auf die Nutzung von Kernenergie und Kohle nicht verzichten. Der Text des Appells und eine Liste von 40 Unterzeichnern erschien als ganzseitige Anzeige in mehreren großen deutschen Tageszeitungen. In der Folge wurde der Appell als Lobbyarbeit im Rahmen der damaligen Diskussion um die Laufzeitverlängerung deutscher Kernkraftwerke auch redaktionell und kritisch in den Medien behandelt.
Hinter der Kampagne stehen die vier europäischen Energiekonzerne E.ON, RWE, Vattenfall und EnBW, wobei die Initiative dazu von Jürgen Großmann, Vorstandsvorsitzender der RWE AG, ausgegangen sein soll. Angela Merkel, Bundeskanzlerin und CDU-Vorsitzende, war über die Aktion und den Inhalt der Anzeigen im Vorfeld informiert worden. Der energiepolitische Appell gilt weniger als Kritik an ihrer Person, sondern vielmehr an energiepolitischen Positionen, die der Bundesumweltminister Norbert Röttgen (CDU) noch Mitte 2010 vertreten hatte.

## Inhalt
Der Text des energiepolitischen Appells beginnt mit Hinweisen auf die Zukunft:
„Herausforderungen annehmen: Die Zukunft gehört den Erneuerbaren“
„Die ökologische Ausrichtung unserer Energieversorgung ist richtig. Erneuerbaren und CO2-freien Energien gehört die Zukunft. [...]“
und schließt mit einem Bekenntnis zu Kernenergie und Kohle:
„Realistisch bleiben: Deutschland braucht weiter Kernenergie und Kohle“
„Die regenerative Energiewende ist nicht von heute auf morgen zu bewerkstelligen. Erneuerbare brauchen starke und flexible Partner. Dazu gehören modernste Kohlekraftwerke. Dazu gehört auch die Kernenergie, mit deren Hilfe wir unsere hohen CO2-Minderungsziele deutlich schneller und vor allem preiswerter erreichen können als bei einem vorzeitigen Abschalten der vorhandenen Anlagen. Ein vorzeitiger Ausstieg würde Kapital in Milliardenhöhe vernichten – zulasten der Umwelt, der Volkswirtschaft und der Menschen in unserem Land [...].“

## Reaktionen und Bewertung
Jochen Flasbarth, Präsident des Umweltbundesamtes, warf in einem Interview den Stromkonzernen vor, sie hätten als Atomlobby bei ihrem energiepolitischen Appell mit falschen Fakten operiert. In den Medien wurde der energiepolitische Appell als außergewöhnliche Lobbyarbeit im Rahmen der damaligen Diskussion um die Laufzeitverlängerung deutscher Kernkraftwerke eingeordnet:
Der Spiegel schrieb am 20. August 2010:
„Bemerkenswert ist der "Energiepolitische Appell", weil er einen Wandel in der Kommunikationsstrategie der Energie- und Industrielobby markiert. Nachdem die Verbände monatelang eher in Hinterzimmergesprächen und bei Treffen im Kanzleramt versuchten, auf die Politik einzuwirken, verlegen sie sich nun auf zum Teil aggressive öffentliche Stimmungsmache.“
Kurt Kister, Chefredakteur der Süddeutschen Zeitung, sah eine „öffentliche Abmahnung aus den Reihen von Dax-30 per Inserat“ und kommentierte die Zusammensetzung der Unterzeichner:
„Die Bosse sind nicht zufrieden mit dem, was sie in der CDU finden, mit SPD und Grünen sowieso nicht. Was für eine Regierung hätten die Herren denn gerne - den Bundeskanzler Clement mit Vize Merz und Außenminister Bierhoff? Leider werden die Leute so eine Partei, die Dax-30 noch gründen müsste, nicht wählen.“
Andere Beobachter verwiesen darauf, dass der Appell von bedeutenden Teilen der deutschen Wirtschaft ausdrücklich nicht unterzeichnet wurde. Beispielsweise soll sich Peter Löscher, Vorstandsvorsitzender von Siemens, verweigert haben. Die FAZ berichtet dies auch von Franz Fehrenbach, Chef von Bosch.

## Die Liste der Unterzeichner
Die 40 (Erst-)Unterzeichner waren:
- Josef Ackermann, Vorstandschef der Deutschen Bank
- Dietrich Austermann, CDU-Politiker, von 2005 bis 2008 Wirtschaftsminister in Schleswig-Holstein
- Werner Bahlsen, Bahlsen
- Paul Bauwens-Adenauer, Präsident der IHK Köln
- Wulf Bernotat, BDI-Vizepräsident, war Eon-Vorstandsvorsitzender
- Oliver Bierhoff, Manager der Fußballnationalmannschaft
- Manfred Bissinger, Publizist
- Herbert Bodner, BDI-Vizepräsident
- Wolfgang Clement, Ministerpräsident und Bundeswirtschaftsminister a. D.
- Eckhard Cordes, Metro-Vorstandsvorsitzender
- Gerhard Cromme, ThyssenKrupp
- Michael Fuchs, Unternehmer und stellvertretender Fraktionsvorsitzender der CDU/CSU im Bundestag
- Ulrich Grillo, Grillo-Werke
- Jürgen Großmann, BDI, RWE
- Rüdiger Grube, Deutsche Bahn
- Christopher W. Grünewald, Papierfabrik Gebr. Grünewald, BDI
- Jürgen Hambrecht, BASF-Vorstandsvorsitzender und BDI-Vizepräsident
- Tuomo Hatakka, Vattenfall-Chef
- Wolfgang Herrmann, TU München
- Horst W. Hippler, KIT
- Hans-Peter Keitel, BDI-Präsident
- Arndt G. Kirchhoff, Kirchhoff Automotive, BDI
- Kurt J. Lauk, Wirtschaftsrat der CDU
- Ulrich Lehner, Henkel, BDI-Vizepräsident
- Friedhelm Loh, Friedhelm Loh Group, BDI-Vizepräsident
- Carsten Maschmeyer, MaschmeyerRürup
- Friedrich Merz, Rechtsanwalt
- Arend Oetker, BDI-Vizepräsident
- Hartmut Ostrowski, Bertelsmann
- Bernd Scheifele, HeidelbergCement
- Otto Schily, Bundesinnenminister a. D. und Rechtsanwalt
- Wolff Schmiegel, Ruhr-Universität Bochum
- Ekkehard Schulz, ThyssenKrupp und BDI-Vizepräsident
- Johannes Teyssen, Eon
- Rainer Thieme, Salzgitter
- Jürgen Thumann, BusinessEurope, Ex-Präsident und heutiger Vizepräsident des BDI
- Hans-Peter Villis, Vorstandschef von EnBW
- Gerhard Weber, Gerry Weber International
- Werner Wenning, Bayer
- Matthias Wissmann, VDA, BDI-Vizepräsident

Der Name von Michael Vassiliadis, Industriegewerkschaft Bergbau, Chemie, Energie, stand unautorisiert unter dem Text des energiepolitischen Appells. Vassiliadis wollte nicht unterschreiben und hat es auch nicht getan.

## Trägerverein
Der Zweckverein „Energiezukunft für Deutschland e. V. i. G.“ wurde im August 2010 auf Initiative der Energieversorgungsunternehmen E.ON, EnBW, RWE und Vattenfall Europe gegründet. Die Gründungsmitglieder sind Mitarbeiter dieser Unternehmen. Das Ziel des Vereins sei die konstruktive Begleitung der gesamtgesellschaftlichen Diskussion zum Thema Energiezukunft in Deutschland. Ferner soll er als Plattform zur Formulierung grundsätzlicher energiewirtschaftlicher und energiepolitischer Vorstellungen fungieren.